# Nyanyadzi
Nyanyadzi, también escrito como Nyanadzi, es una localidad de Zimbabue. Se encuentra en el distrito de Chimanimani, en la provincia de Manicalandia.
Está situada a 96 km al sur de Mutare. Es atravesada por la carretera A9. Cuenta con aeródromo.
Junto a la localidad el río Save recibe las aguas del río Odzi. La región produce cereales y frutas mediante regadío, aunque el sistema de irrigación es ineficiente.
Cerca hay unas fuentes de aguas termales y un spa.